# Горец ароматный
Горец ароматный, или Вьетнамский кориандр (лат. Persicaria odorata) — растение семейства Гречишные, происходящее из Юго-Восточной Азии и культивируемое также в других субтропических и тропических областях, как пряное и эфиромасличное.

## Использование
Лист растения используется во вьетнамской кухне, где его обычно едят в свежем виде, иногда делают салаты (в том числе куриные салаты). Его также добавляют в некоторые супы и сыры.
В кухне Камбоджи лист используется в супах, рагу, салатах, роллах.
В Сингапуре и Малайзии измельчённый лист является важным компонентом супов, лакса.
В Лаосе и некоторых частях Таиланда листья едят с сырой говядиной.

## Характеристики
Это многолетнее растение лучше всего растёт в тропических и субтропических широтах, в тёплых и влажных условиях. В подобных условиях растение может вырасти до 15—30 см. Верхняя часть листа тёмно—зелёная с каштановыми пятнами, а нижняя — бордово-красная. Стебель соединяется с каждым листом. Во Вьетнаме его можно найти в дикой природе. Также он может расти и в нетропической Европе. Предпочитает солнце и хорошо дренированную почву. Очень редко цветёт за пределами тропиков.